# AS Binah
Der Association Sportive de la Binah, auch als AS Binah bekannt, ist ein togoischer Fußballverein aus Pagouda in der Region Kara. Aktuell, Stand Oktober 2024, spielt der Verein in der ersten Liga.

## Stadion
Der Verein trägt seine Heimspiele im Stade Municipal Kara in Kara aus. Das Stadion hat ein Fassungsvermögen von 10.000 Personen.